# 石島 (保寧市)
石島（ソクト）は大韓民国の沖合、黄海上に浮かぶ島で、忠清南道保寧市鰲川面に属する。面積は6.6平方キロメール。石島は外煙列島に属し、外煙島、貿馬島、梧島、横見島に囲まれている。島内にはツバキの群落が分布している。